# BENI
BENI（ベニ、1986年3月30日 - ）は、日本の女性歌手。沖縄県出身。上智大学国際教養学部卒業。デビューから2008年11月のレコード会社移籍までは、安良城 紅（あらしろ べに）名義で活動していた。

## 来歴
- 沖縄県に生まれ、沖縄とアメリカを行き来する幼年期を過ごす。
- 幼少の頃よりピアノを習う。また、両親が音楽好きだったため、アメリカと日本の様々なジャンルの音楽に触れて育った。学校でもいろいろな形で音楽に触れたが、決して英才教育を受けたわけではない[2]。
- 小学校6年生のときに神奈川県横須賀市に移住し[3]、市内にあるアメリカン・スクールに通う[2][4][注 1]。
- 2002年、16歳の時にオスカープロモーション主催「第8回全日本国民的美少女コンテスト」に出場。それまで歌手選考主体のオーディションには一切参加したことがなく、たまたま知って初めて参加したコンテストで最終選考まで残り、中島美嘉の『Helpless Rain』を歌った[2][3]。
- 2003年8月、美少女クラブ21の一員となった。
- 2004年6月9日、マキシシングル『Harmony』でavex traxよりソロデビュー。
- 2004年10月、上智大学国際教養学部（旧比較文化学部）国際教養学科に進学。英語中心の世界で生きてきたため、大学も英語で授業を受けられるところを中心に考えて選んだ。しかし、在学中からシンガーとしてデビューすることが決定していたために学業との両立に苦しみ、その後、1年間留年も経験した[4]。
- 2004年11月25日、『松本清張ドラマ・黒革の手帖』のエンディングテーマ曲である3rdシングル『Here Alone』を発売。オリコンで自身最高となる初登場14位を記録した[注 2]。
- 2005年8月6日、アメリカンフットボールのNFLのプレシーズン・ゲーム、NFL TOKYO 2005 インディアナポリス・コルツ対アトランタ・ファルコンズ戦でイメージ・キャラクターと親善大使に選ばれ、日米の各国歌を斉唱し、ハーフタイム・ショーも行った。
- 2006年2月22日、サッカーAFCアジアカップ予選・インド戦で君が代を独唱[2][5][6]。
- 2007年7月26日、大阪BIG CATにて、続けて同月29日には東京恵比寿Liquid Roomにて、自身初となる単独ライブを開催。デビューから3年間という長い期間、単独でのライブがなく『どんだけ待ったか。超うれしい』と会場で歓喜の声をあげた。Luna、Here Alone、Give me upなど計19曲をファンの前で熱唱。DJに福富幸宏を迎えた。
- 2008年3月5日、初のベスト・アルバム『Chapter One 〜Complete Collection〜』をリリース[注 3]。
- 2008年6月、童子-Tとのコラボレーションによる「もう一度… feat.BENI」が着うたダウンロードナンバー1になった。また、共同名義だが同曲により、オリコン自身最高の6位達成。「ミュージックステーション」にも数年ぶりの出演を果たした。
- 2008年8月、所属事務所オスカープロモーション、9月、レコードレーベルavex traxとの契約がそれぞれ終了[1]。
- 2008年11月、ユニバーサルミュージックへ移籍し、名義を本名からBENIへ変更した。
- 2009年9月18日、自身のブログで上智大学を卒業したことを報告。
- 2013年11月13日発売のメアリー・J.ブライジのクリスマス・アルバム『A Mary Christmas』（メアリー・クリスマス）の日本盤ボーナス・トラックとして、メアリーとのデュエット曲「星に願いを with BENI」が収録される[7]。
- 2020年9月21日、英語名「Beni Daniels」での活動開始を発表[8][9]。
- 2024年5月9日、第16回ベストマザー賞2024 音楽部門を受賞[10]。

## 人物
身長160cm。父親がアメリカ人で母親が沖縄出身の日本人。弟と妹がいる。
小中学時代は、アメリカ・カリフォルニア州サンディエゴで過ごした帰国子女である。
中学・高校では、音楽以外にサッカーもやっていた。

### 私生活
2020年9月21日、一般男性との結婚と妊娠を発表。2021年1月26日に第1子男児の出産を発表し、2023年1月27日に第2子女児の出産を発表した。

## 音楽

### 影響
- 好きなミュージシャンはアリシア・キーズ、ジャネット・ジャクソン、宇多田ヒカル[2]。
- 好きな曲はアリシア・キーズの『You don't know my name』[2]。
- 初めて買ったCDはTLCの『CrazySexyCool』[14]。
- 音楽を始めるきっかけになったのはジャネット・ジャクソン[14]。サウンドや声だけでなく、その表現力やパフォーマンスも大好きなので、総合的なエンターテイナーとしてアメリカにいた頃から憧れていた[3][14]。特に彼女の「The Velvet Rope」は、CDを3回も買い直すくらい好き[14]。
- 日本に移住すると、安室奈美恵やSPEEDなどの歌って踊れるアーティストをテレビで見て、自分も歌手になりたいと思うようになった[3]。
- アリシア・キーズの『As I Am』を聴いた時に、一発勝負で録音したのではないかというくらいどの曲も声がかすれていたりピッチが外れていたりとパーフェクトに歌っていないことに衝撃を受け、レコーディングは何回もやり直してパーフェクトにしようとしていた自分のやり方はちょっと違うと思うようになった[14]。

## ディスコグラフィー

### シングル
| 枚                                  | 発売日                             | タイトル                           | 規格品番                           | オリコン 最高位                    |                                    |                                    |                                    |                                    |                                    |                                    |
| 安良城 紅名義 - avex trax レーベル  | 安良城 紅名義 - avex trax レーベル | 安良城 紅名義 - avex trax レーベル | 安良城 紅名義 - avex trax レーベル | 安良城 紅名義 - avex trax レーベル | 安良城 紅名義 - avex trax レーベル | 安良城 紅名義 - avex trax レーベル | 安良城 紅名義 - avex trax レーベル | 安良城 紅名義 - avex trax レーベル | 安良城 紅名義 - avex trax レーベル | 安良城 紅名義 - avex trax レーベル |
| ----------------------------------- | ---------------------------------- | ---------------------------------- | ---------------------------------- | ---------------------------------- | ---------------------------------- | ---------------------------------- | ---------------------------------- | ---------------------------------- | ---------------------------------- | ---------------------------------- |
| 1st                                 | 2004年6月9日                       | Harmony                            | AVCD-30603 (CCCD)                  | 26位                               |                                    |                                    |                                    |                                    |                                    |                                    |
| 2nd                                 | 2004年10月20日                     | Infinite...                        | AVCD-30610 (CCCD)                  | 24位                               |                                    |                                    |                                    |                                    |                                    |                                    |
| 3rd                                 | 2004年11月25日                     | Here alone                         | AVCD-30673 (CCCD)                  | 14位                               |                                    |                                    |                                    |                                    |                                    |                                    |
| 4th                                 | 2005年2月9日                       | Miracle                            | AVCD-30690                         | 98位                               |                                    |                                    |                                    |                                    |                                    |                                    |
| 5th                                 | 2005年6月1日                       | 光の数だけグラマラス               | AVCD-30731 (通常盤)                | 40位                               |                                    |                                    |                                    |                                    |                                    |                                    |
| 5th                                 | 2005年6月1日                       | 光の数だけグラマラス               | AVCD-30730B (CD+DVD)               | 40位                               |                                    |                                    |                                    |                                    |                                    |                                    |
| 6th                                 | 2005年12月7日                      | Cherish                            | AVCD-30862                         | 96位                               |                                    |                                    |                                    |                                    |                                    |                                    |
| 7th                                 | 2006年9月20日                      | How Are U?                         | AVCD-31047                         | 圏外                               |                                    |                                    |                                    |                                    |                                    |                                    |
| 8th                                 | 2007年2月28日                      | Luna                               | AVCD-31163                         | 77位                               |                                    |                                    |                                    |                                    |                                    |                                    |
| BENI名義 - UNIVERSAL MUSIC レーベル |                                    |                                    |                                    |                                    |                                    |                                    |                                    |                                    |                                    |                                    |
| 9th                                 | 2008年12月10日                     | もう二度と…                        | UPCH-80100                         | 20位                               |                                    |                                    |                                    |                                    |                                    |                                    |
| 10th                                | 2009年4月8日                       | Kiss Kiss Kiss                     | UPCH-80123                         | 40位                               |                                    |                                    |                                    |                                    |                                    |                                    |
| 11th                                | 2009年6月10日                      | 恋焦がれて                         | UPCH-80129                         | 70位                               |                                    |                                    |                                    |                                    |                                    |                                    |
| 12th                                | 2009年8月12日                      | ずっと二人で                       | UPCH-80139                         | 67位                               |                                    |                                    |                                    |                                    |                                    |                                    |
| 13th                                | 2009年11月4日                      | KIRA☆KIRA☆                         | UPCH-89065                         | 94位                               |                                    |                                    |                                    |                                    |                                    |                                    |
| 14th                                | 2010年1月20日                      | サイン                             | UPCH-80160                         | 50位                               |                                    |                                    |                                    |                                    |                                    |                                    |
| 15th                                | 2010年3月10日                      | bye bye                            | UPCH-80170                         | 57位                               |                                    |                                    |                                    |                                    |                                    |                                    |
| 16th                                | 2010年5月5日                       | ユラユラ/ギミギミ♥                 | UPCH-80178                         | 20位                               |                                    |                                    |                                    |                                    |                                    |                                    |
| 17th                                | 2010年8月11日                      | Heaven's Door                      | UPCH-80198                         | 49位                               |                                    |                                    |                                    |                                    |                                    |                                    |
| 18th                                | 2010年11月24日                     | 2FACE                              | UPCH-89091 (CD+タオル)             | 68位                               |                                    |                                    |                                    |                                    |                                    |                                    |
| 19th                                | 2011年6月8日                       | 好きだから。                       | UPCH-80237                         | 46位                               |                                    |                                    |                                    |                                    |                                    |                                    |
| 20th                                | 2011年9月14日                      | 声を聞かせて/crazy girl            | UPCH-80248                         | 49位                               |                                    |                                    |                                    |                                    |                                    |                                    |
| 21st                                | 2011年10月12日                     | Darlin'                            | UPCH-80251                         | 74位                               |                                    |                                    |                                    |                                    |                                    |                                    |
| 22nd                                | 2012年1月25日                      | 永遠                               | UPCH-80256                         | 75位                               |                                    |                                    |                                    |                                    |                                    |                                    |
| 23rd                                | 2013年4月25日                      | さつきあめ                         | UPCH-80312 (通常盤)                | 41位                               |                                    |                                    |                                    |                                    |                                    |                                    |
| 23rd                                | 2013年4月25日                      | さつきあめ                         | UPCH-89144 (CD+DVD)                | 41位                               |                                    |                                    |                                    |                                    |                                    |                                    |
| 24th                                | 2013年6月26日                      | OUR SKY                            | UPCH-80327 (通常盤)                | 56位                               |                                    |                                    |                                    |                                    |                                    |                                    |
| 24th                                | 2013年6月26日                      | OUR SKY                            | UPCH-89150 (CD+DVD)                | 56位                               |                                    |                                    |                                    |                                    |                                    |                                    |
| 25th                                | 2013年11月20日                     | 粉雪                               | UPCH-80347                         | 121位                              |                                    |                                    |                                    |                                    |                                    |                                    |
| 26th                                | 2015年8月12日                      | フォエバ                           | UPCH-80410                         | 80位                               |                                    |                                    |                                    |                                    |                                    |                                    |

#### デジタル・シングル
| 1st  | 2009年02月11日 | SUPERSTAR                                   |
| 2nd  | 2009年08月18日 | The Boy Is Mine feat. Tynisha Keli          |
| 3rd  | 2010年03月10日 | 桜坂 (Live Ver.)                            |
| 4th  | 2010年03月24日 | ギミギミ♥                                   |
| 5th  | 2012年03月14日 | Ti Amo                                      |
| 6th  | 2012年10月31日 | 歌うたいのバラッド                          |
| 7th  | 2012年10月31日 | 白い恋人達                                  |
| 8th  | 2013年06月19日 | OUR SKY                                     |
| 9th  | 2013年07月24日 | AM 2:00                                     |
| 10th | 2013年11月01日 | Two Hearts                                  |
| 11th | 2013年12月11日 | 愛唄                                        |
| 12th | 2014年03月26日 | サンキュ.                                   |
| 13th | 2014年05月20日 | もう二度と... Rebirth                       |
| 14th | 2014年10月29日 | Fun Fun Christmas                           |
| 15th | 2015年07月29日 | フォエバ                                    |
| 16th | 2015年11月11日 | BFF                                         |
| 17th | 2015年11月18日 | PAPA                                        |
| 18th | 2016年05月25日 | 永遠 (Marriage Version)                     |
| 19th | 2016年06月15日 | 夏の思い出                                  |
| 20th | 2016年06月22日 | サマーラバーズ                              |
| 21st | 2017年02月08日 | 見えないスタート                            |
| 22nd | 2017年08月23日 | 新宝島                                      |
| 23rd | 2017年08月23日 | 海の声                                      |
| 24th | 2018年07月06日 | Chasin' fat. IO                             |
| 25th | 2018年07月12日 | READY25                                     |
| 26th | 2018年08月29日 | PULLBACK                                    |
| 27th | 2018年10月17日 | No one else like you (feat. Michael Kaneko) |
| 28th | 2018年10月31日 | Last Love Letter                            |
| 29th | 2020年02月12日 | HAPPY                                       |
| 30th | 2020年02月12日 | 夢色日和                                    |

### アルバム

#### オリジナル・アルバム
| 枚        | 発売日         | タイトル       | 規格品番                      | オリコン 最高位 |           |           |           |           |           |           |
| 安良城 紅 | 安良城 紅      | 安良城 紅      | 安良城 紅                     | 安良城 紅       | 安良城 紅 | 安良城 紅 | 安良城 紅 | 安良城 紅 | 安良城 紅 | 安良城 紅 |
| --------- | -------------- | -------------- | ----------------------------- | --------------- | --------- | --------- | --------- | --------- | --------- | --------- |
| 1st       | 2005年2月9日   | Beni           | AVCD-17607 (通常盤)           | 14位            |           |           |           |           |           |           |
| 1st       | 2005年2月9日   | Beni           | AVCD-17606 (CD+DVD)           | 14位            |           |           |           |           |           |           |
| 2nd       | 2006年2月22日  | Girl 2 Lady    | AVCD-17879 (通常盤)           | 93位            |           |           |           |           |           |           |
| 2nd       | 2006年2月22日  | Girl 2 Lady    | AVCD-17878B (CD+DVD)          | 93位            |           |           |           |           |           |           |
| 3rd       | 2007年4月24日  | GEM            | AVCD-23220 (通常盤)           | 126位           |           |           |           |           |           |           |
| 3rd       | 2007年4月24日  | GEM            | AVCD-23219B (CD+DVD)          | 126位           |           |           |           |           |           |           |
| BENI      |                |                |                               |                 |           |           |           |           |           |           |
| 4th       | 2009年9月2日   | Bitter & Sweet | UPCH-20167 (通常盤)           | 5位             |           |           |           |           |           |           |
| 4th       | 2009年9月2日   | Bitter & Sweet | UPCH-29033 (CD+DVD)           | 5位             |           |           |           |           |           |           |
| 4th       | 2013年9月4日   | Bitter & Sweet | UPCH-29116 (SHM-CD)           |                 |           |           |           |           |           |           |
| 5th       | 2010年6月2日   | Lovebox        | UPCH-20200 (通常盤)           | 1位             |           |           |           |           |           |           |
| 5th       | 2010年6月2日   | Lovebox        | UPCH-29050 (CD+DVD)           | 1位             |           |           |           |           |           |           |
| 5th       | 2013年9月4日   | Lovebox        | UPCH-29117 (SHM-CD)           |                 |           |           |           |           |           |           |
| 6th       | 2010年12月8日  | Jewel          | UPCH-20217 (通常盤)           | 11位            |           |           |           |           |           |           |
| 6th       | 2010年12月8日  | Jewel          | UPCH-29060 (CD+DVD)           | 11位            |           |           |           |           |           |           |
| 6th       | 2013年9月4日   | Jewel          | UPCH-29118 (SHM-CD)           |                 |           |           |           |           |           |           |
| 7th       | 2011年11月2日  | Fortune        | UPCH-20264 (通常盤)           | 5位             |           |           |           |           |           |           |
| 7th       | 2011年11月2日  | Fortune        | UPCH-29076 (CD+DVD)           | 5位             |           |           |           |           |           |           |
| 7th       | 2013年9月4日   | Fortune        | UPCY-9371 (SHM-CD)            |                 |           |           |           |           |           |           |
| 8th       | 2013年7月31日  | Red            | UPCH-20331 (通常盤)           | 7位             |           |           |           |           |           |           |
| 8th       | 2013年7月31日  | Red            | UPCH-29152 (CD+DVD)           | 7位             |           |           |           |           |           |           |
| 9th       | 2015年11月25日 | Undress        | UPCH-20404 (CD)               | 14位            |           |           |           |           |           |           |
| 9th       | 2015年11月25日 | Undress        | UPCH-29199 (CD+DVD+PhotoBook) | 14位            |           |           |           |           |           |           |
| 10th      | 2018年11月28日 | CINEMATIC      | UMCK-1611 (CD)                | 36位            |           |           |           |           |           |           |
| 10th      | 2018年11月28日 | CINEMATIC      | UMCK-9976 (CD+DVD)            | 36位            |           |           |           |           |           |           |

#### ミニ・アルバム
| 1st | 2020年9月16日 | Y/our Song | UMCK-1661 | 27位 |

#### カバー・アルバム
| 1st | 2012年3月21日  | COVERS                  | UPCH-20270 (通常盤)               | 2位  |
| 1st | 2013年12月18日 | COVERS                  | UPCH-29156 (スペシャルプライス盤) | 2位  |
| 1st | 2012年9月12日  | COVERS -DELUXE EDITION- | UPCH-29087 (CD+DVD)               | 2位  |
| 2nd | 2012年11月7日  | COVERS:2                | UPCH-20298 (通常盤)               | 5位  |
| 2nd | 2012年11月7日  | COVERS:2                | UPCH-29090 (CD+DVD)               | 5位  |
| 2nd | 2013年12月18日 | COVERS:2                | UPCH-29157 (スペシャルプライス盤) | 5位  |
| 3rd | 2013年12月18日 | COVERS:3                | UPCH-20331 (通常盤)               | 2位  |
| 3rd | 2013年12月18日 | COVERS:3                | UPCH-29152 (CD+DVD)               | 2位  |
| 4th | 2017年9月13日  | COVERS THE CITY         | UMCK-1583 (通常盤)                | 11位 |
| 4th | 2017年9月13日  | COVERS THE CITY         | UMCK-9924 (CD+DVD)                | 11位 |

#### ベスト・アルバム
| 枚        | 発売日        | タイトル                            | 規格品番                              | オリコン 最高位 |           |           |           |           |           |           |
| 安良城 紅 | 安良城 紅     | 安良城 紅                           | 安良城 紅                             | 安良城 紅       | 安良城 紅 | 安良城 紅 | 安良城 紅 | 安良城 紅 | 安良城 紅 | 安良城 紅 |
| --------- | ------------- | ----------------------------------- | ------------------------------------- | --------------- | --------- | --------- | --------- | --------- | --------- | --------- |
| 1st       | 2008年3月5日  | Chapter One 〜Complete Collection〜 | AVCD-23524 (通常盤)                   | 166位           |           |           |           |           |           |           |
| 1st       | 2008年3月5日  | Chapter One 〜Complete Collection〜 | AVCD-23523B (CD+DVD)                  | 166位           |           |           |           |           |           |           |
| BENI      |               |                                     |                                       |                 |           |           |           |           |           |           |
| 2nd       | 2014年6月11日 | BEST All Singles & Covers Hits      | UPCH-20354 (2CD 通常盤)               | 3位             |           |           |           |           |           |           |
| 2nd       | 2014年6月11日 | BEST All Singles & Covers Hits      | UPCH-29164 (2CD+DVD+PhooBook 豪華版)  | 3位             |           |           |           |           |           |           |
| 2nd       | 2014年6月11日 | BEST All Singles & Covers Hits      | UPCH-29165 (2CD スペシャルプライス盤) | 3位             |           |           |           |           |           |           |

#### ライブ・アルバム
| 1st | 2010年3月10日  | Bitter & Sweet RELEASE TOUR FINAL                                   | UPCH-20189 (CD+DVD) | 50位 |
| 2nd | 2011年3月16日  | Lovebox Live Tour                                                   | UPCH-20228 (CD+DVD) | 48位 |
| 3rd | 2012年1月25日  | Jewel Concert Tour                                                  | UPCH-20266 (CD+DVD) | 42位 |
| 4th | 2012年5月23日  | MTV Unplugged                                                       | UPCH-20274 (CD+DVD) | 39位 |
| 5th | 2012年12月19日 | FORTUNE Tour                                                        | UPCH-20303 (CD+DVD) | 50位 |
| 6th | 2013年12月18日 | BENI Red LIVE TOUR 2013〜TOUR FINAL 2013.10.06 at ZEPP DIVER CITY〜 | UPCH-20336 (CD+DVD) | 34位 |

#### コンセプト・アルバム
| 1st | 2016年6月29日 | 四季うた summer | UPCH-20420 (通常盤) | 22位 |
| 1st | 2016年6月29日 | 四季うた summer | UPCH-29220 (CD+DVD) | 22位 |

### タイアップ
| 曲名                                         | タイアップ                                                         |
| Harmony                                      | テレビ朝日系ドラマ「霊感バスガイド事件簿」主題歌                   |
| Infinite...                                  | TBS系「CDTV」10月オープニングテーマ                                |
| Here alone                                   | テレビ朝日系ドラマ「松本清張 黒革の手帖」エンディングテーマ        |
| Step                                         | NHK教育アニメ「MAJOR 1stシーズン」エンディングテーマ（1話 - 16話） |
| Give me up                                   | TDKCMソング                                                        |
| Miracle                                      | フジテレビ系「奇跡体験!アンビリバボー」エンディングテーマ          |
| 光の数だけグラマラス                         | KOSE「VISEE」CMソング                                              |
| THE POWER                                    | NFL TOKYO 2005 イメージソング                                      |
| CALL ME, BEEP ME! (Exclusive version/英語版) | アニメ「キム・ポッシブル」オープニングテーマ                       |
| Cherish                                      | 日本テレビ系「音楽戦士 MUSIC FIGHTER」POWER PLAY                   |
| Cherish                                      | 名鉄空港特急「ミュースカイ」CMソング                               |
| GOAL                                         | テレビ東京系アニメ「アイシールド21」エンディングテーマ             |
| FLASH FLASH feat. KOHEI JAPAN                | KOSE「VISEE」CMソング                                              |
| Into the sky                                 | NHK教育「新感覚☆キーワードで英会話」エンディングテーマ             |
| How Are U?                                   | サークルKサンクス「THINK BODY PROJECT」CMソング                    |
| How Are U?                                   | オリオンビール「サザンスター」2006年秋CMソング                     |
| How Are U?                                   | NHK教育「新感覚☆キーワードで英会話」エンディングテーマ             |
| Luna                                         | テレビ朝日系ドラマ「松本清張・最終章 わるいやつら」主題歌          |
| Paradise                                     | オリオンビール「サザンスター」2007春CMソング                       |
| Southern Star                                | オリオンビール「サザンスター」・2007年秋 - 2009年CMソング          |
| Mellow Parade                                | トルネード・フィルム配給映画「ブラブラバンバン」主題歌             |
| BIG BANG                                     | 第62回「毎日甲子園ボウル」番組テーマソング                         |
| 嘘つき                                       | PSPソフト「遠隔捜査 -真実への23日間-」エンディングテーマ           |
| もう二度と…                                  | 毎日放送「Hz」エンディングテーマ                                   |
| Kiss Kiss Kiss                               | 花王「ビオレ ボディデリ」CMソング                                  |
| Kiss Kiss Kiss                               | レコチョクCMソング                                                 |
| Kiss Kiss Kiss                               | テレビ東京系「流派-R」4月エンディングテーマ                        |
| Kiss Kiss Kiss                               | テレビ東京系「JAPAN COUNTDOWN」4月エンディングテーマ               |
| Kiss Kiss Kiss                               | 東海テレビ「あげテンッ」4月エンディングテーマ                      |
| 恋焦がれて                                   | レコチョクCMソング                                                 |
| 恋焦がれて                                   | 日本テレビ系「音楽戦士 MUSIC FIGHTER」POWER PLAY曲                 |
| ずっと二人で                                 | レコチョクCMソング                                                 |
| ずっと二人で                                 | 日本テレビ系「歌スタ!!」主題歌                                     |
| stardust                                     | 日本テレビ「GO!SHIODOMEジャンボリー! ワッショイ!2009」テーマソング |
| With U                                       | オリオンビール「サザンスター」CMソング                             |
| bye bye                                      | フジテレビ系「HEY!HEY!HEY!」2月 - 3月エンディングテーマ            |
| ユラユラ                                     | 日本テレビ系「スッキリ!!」5月エンディングテーマ                    |
| Heaven's Door                                | THE BELLCLASSIC「Rouge de BENI」2010年CMソング                     |
| 声を聞かせて                                 | 日本テレビ系「ハッピーMusic」9月オープニングテーマ                 |
| Darlin'                                      | テレビ東京系「流派-R」10月オープニングテーマ                       |
| 永遠                                         | NHKよる★ドラ「本日は大安なり」主題歌                               |
| さつきあめ                                   | 日本テレビ 「スッキリ」4月テーマソング                             |
| Two Hearts                                   | よみうり 「ランド2013ジュエルミネーション」 テーマソング           |
| BFF                                          | TBS系テレビ「CDTV」12月・1月度オープニングテーマ曲                 |
| サマーラバーズ                               | Camp Mobile「SNOW」CMソング                                        |
| 見えないスタート                             | ダイナマイトボートレース CMソング                                  |
| Arigato                                      | ファミリーマート 店内放送                                          |

### その他(サウンドトラック・VAなど)
- 俄然パラパラ!! presents Super J-euro Best（2005年3月21日）VA,CD - "Hermony (Spring Remix) "収録
- キム・ポッシブル サウンドトラック（2005年3月30日）VA,CD - "Call Me,Beep Me! (Japanese Edit Ver) "収録
- SUPER BEST TRANCE presents BEAT!（2005年8月5日）VA,CD - "Here alone (Overhead Champion remix) "収録
- キム・ポッシブル/デンジャラス・ファイブ（2005年10月21日）DVD - "Call Me,Beep Me!"PV、トーク収録
- a-nation'05 BEST HIT LIVE（2005年10月26日）DVD - "Here alone"収録
- アイシールド21 Song Best（2006年3月23日）VA,CD - "Goal (TV Size) "収録
- オリオンビール CM Song Selection 50th Anniversary Edition（2007年7月18日）VA,CD - "How Are U?"収録
- DJ MASTERKEY (BUDDHA BRAND) 『FROM THE STREETvol.3』（2008年1月23日）Mix,CD - "Bad Girl"収録
- アイシールド21 Complete Best Album（2008年3月5日）VA,CD - "Goal"収録
- Girls Be Ambitious!!（2008年3月26日）VA,CD - "Loved"収録
- DJ MASTERKEY (BUDDHA BRAND) 『From The Streets Of King Of MIX』（2009年1月28日）Mix,CD - "How Are U?"収録
- イエスタデイ・ワンス・モア〜TRIBUTE TO THE CARPENTERS〜（2009年3月25日）VA,CD - "SUPERSTAR"収録
- 恋のうた2（2009年6月10日）VA,CD - "もう二度と…"収録
- m-flo TRIBUTE〜maison de m-flo〜（2009年9月16日）VA,CD - "L.O.T. (Love Or Truth)"収録
- アイのうた3（2009年12月16日）VA,CD - "恋焦がれて"収録
- 着ラブ（2010年2月17日）VA,CD - "ずっと二人で"収録
- 恋のうた -泣きラブ（2010年6月30日）VA,CD - "Kiss Kiss Kiss"収録
- アイのうた LOVERS REMIX（2010年7月28日）VA,CD - "Kiss Kiss Kiss -LADY BiRD Lovers Remix-"収録
- アイのうた WINTER REMIX（2010年12月1日）VA,CD - "ずっと二人で -LADY BiRD Winter Remix-"収録
- 恋のうた WINTER BEST（2010年12月1日）VA,CD - "サイン"収録
- Girls Be Ambitious!! 2（2011年3月30日）VA,CD - "Kiss Kiss Kiss"収録
- Tears 〜Sweet Love J-R&B〜（2011年5月18日）VA,CD - "もう二度と…"収録
- 恋のうた 〜あいたくて〜（2011年6月22日）VA,CD - "ユラユラ"収録
- Manhattan Records The Exclusives Japanese R&B Hits（2011年8月3日）VA,CD - "ずっと二人で (DJ Hasebe Remix)"収録
- アイのうた4（2011年12月21日）VA,CD - "声を聞かせて"収録

### ゲスト参加作品
- 童子-T "Summer Days  feat. BENI" - 童子-T,アルバム『ONE MIC』（2007年8月29日）収録
- Equip（福富幸宏による別名義プロジェクト） "Late Night  feat. BENI"、"By My Side  feat. BENI" - Equip,アルバム『FOR YOUR LOVE』（2007年10月3日）収録
- 童子-T "もう一度… feat.BENI" - 童子-T,シングル『もう一度… feat.BENI』（2008年6月11日）収録
- MAKAI "Star In My Sky feat. BENI" - MAKAI,アルバム『STARS』（2008年9月24日）収録
- 童子-T "Summer Days ('08ver) feat. BENI" - 童子-T,アルバム『12 Love Stories』（2008年9月24日）収録
- MAKAI "Finally feat. BENI" - MAKAI,アルバム『LEGEND』（2009年3月25日）収録 ※CeCe Penistonのカヴァー
- ティニーシャ・ケリー "The Boy Is Mine feat. BENI" - ティニーシャ・ケリー,アルバム『クロニクル・オブ・TK』（2009年9月16日）収録
- バブルガム・ブラザーズ "瀬戸際のBirthday feat. BENI" - バブルガム・ブラザーズ,アルバム『DA BUBBLEGUM BROTHERS SHOW ☆多力本願☆』（2008年11月25日）収録
- 童子-T "Heaven feat. BENI" - 童子-T,アルバム『4 ever』（2009年12月16日）収録
- D.I "L.O.V.E feat. BENI" - D.I,アルバム『room106』（2011年5月25日）収録
- 童子-T "どこまでも… feat. BENI" - 童子-T,アルバム『12 Love Stories 2』（2011年11月30日）収録

## 出演

### テレビ
- 新感覚☆キーワードで英会話（NHK教育テレビ（Eテレ）、2006年4月 - 2007年3月）
- 東京カワイイ★TV（NHK総合テレビ、2007年11月13日深夜に単発で放送・2008年4月2日より毎週水曜日24時10分-24時40分に放送。2009年4月4日からは毎週土曜日23時30分-23時59分に放送。2010年4月4日からは毎週日曜日23時30分-23時59分に放送）
- 千鳥の鬼レンチャン（フジテレビ、2021年12月29日、2022年5月22日）

### ラジオ
- FMヨコハマ 毎月第一土曜25:30 - 27:30　「ON THE REAL(横浜主義 yokohamaism 土21:00-28:00内)」
- TOKYO FM 土曜24:00 - 24:30　「モバコレ Presents 安良城 紅★STYLE OF SOUL」
- FM PORT 木曜「TOKYO→NIIGATA MUSIC CONVOY」（2009年7月～2010年6月）
- FM NIIGATA 土曜18:00 - 18:30、AIR-G'（FM北海道）,Kiss FM KOBE 土曜19:00 - 19:30　「BENIラジ」（2010年～2020年）[注 4][注 5]

### 映画
- ブラブラバンバン（2008年3月15日公開） - 芹生百合子 役

### ミュージカル
- ザ・ビューティフル・ゲーム（2006年3月 - 4月 東京・大阪）ヒロインMary Maguire役でミュージカル初出演
  - 主役に嵐の櫻井翔、友人役に華原朋美など

### テレビCM
- KOSE・VISEE（2005年度の同ブランドイメージキャラクター）
- グリコ乳業・カフェオーレ
- オリオンビール・サザンスター（沖縄産ビール・沖縄限定CM）
- THE BELLCLASSIC　Art Bell Ange（アール・ベル・アンジェ）・ウェディングドレス「Rouge de BENI」をプロデュース（2010年）
- RUNWAY CHANNEL マッチ売りの少女篇 (2012年10月3日- )
- Camp Mobile「SNOW」(2015)
- ダイナマイトボートレース

### その他イベント
- MTV「M size」水曜日 FASHION WEDNESDAY内OA「JANGLISH STYLE from 安良城紅〜大人のジャンクライフ〜」
- Channel-a内「Beni TV」
- ViVi内「Crystal Kay & 安良城紅 GIRLS TALK」
- AFCアジアカップ2007予選 日本 VS インド - 君が代斉唱（横浜国際総合競技場）
- CECIL McBEE（2007年）
- 子宮頸がん啓発セミナー「女のキレイは、健康力」（2010年9月16日）静岡市グランシップで開催

## 受賞歴
- 第19回日本ゴールドディスク大賞「ニュー・アーティスト・オブ・ザ・イヤー」受賞（2005年3月）
- 第16回ベストマザー賞2024 音楽部門受賞（2024年5月）

## 書籍
- THINK BODY（2006年7月11日） 写真集　※サークルKサンクス独占販売
- COVER GIRL（2012年11月6日） アーティストブック　ISBN 978-4-06-218131-0

## その他
- 2004年6月18日放送「POP JAM in青森」（NHK）の「ブレイクレーダーNEO」に「Harmony」を引っさげて出演したが、集計マシン「レーダー君」の誤作動により不正確な数字を表示されてしまう事故が起きた。後日、その集計が無効となり、同年10月22日放送の「POP JAM in北海道」で再度ブレイクレーダーNEOに1組目で出演、70.6%を記録したが、同日2組目のバンド・TRIPLANEに83.3%を記録され、敗れた。